# Reverze
Reverze is een internationaal harddance-evenement van Bass Events dat jaarlijks plaatsvindt in het Sportpaleis en de Lotto Arena in Antwerpen. Het is een van de grootste indoorevenementen in zijn genre ter wereld. Het evenement ontvangt jaarlijks meer dan 20.000 hardstyle- en hardcoreliefhebbers.
Het evenement staat bekend om de licht- en vuurwerkshows en podia.

## Concept
Reverze ontvangt in beide zalen harddance-artiesten die het publiek van dj-sets voorzien, waarbij het Sportpaleis fungeert als hoofdzaal. Elk jaar wordt het evenement in een bepaald thema gehuld. Het thema vormt de leidraad tijdens het gehele feest op het vlak van podiumontwerp, de 'storytelling' tussen de dj-optredens door en het zogenaamde 'anthem' (een uniek lied dat voor het evenement wordt gemaakt).

## Anthems
| Jaar | Nummer                                          |
| ---- | ----------------------------------------------- |
| 2006 | Coone - Infected                                |
| 2007 | Coone - The Chosen One                          |
| 2008 | Dj Dark-E - Gods and symbols                    |
| 2009 | Coone met D-Block & S-te-Fan - Creation of Life |
| 2010 | Brennan Heart - Revelations                     |
| 2011 | Frontliner - Call of the visionary              |
| 2012 | Psyko Punkz - Beyond Belief                     |
| 2013 | Ran-D - Dimensions                              |
| 2014 | Audiofreq - Guardians Of Time                   |
| 2015 | Brennan Heart - Illumination                    |
| 2016 | Coone - Deception                               |
| 2017 | Hard Driver - Interconnected                    |
| 2018 | Da Tweekaz - Essence Of Eternity                |
| 2019 | Keltek - Edge Of Existence                      |
| 2020 | The Elite - Power of Perception                 |
| 2021 | Refuzion - Wake of the Warrior                  |
| 2022 | Brennan Heart - Time Will Tell                  |
| 2023 | Sound Rush - Synergy                            |
| 2024 | Sub Zero Project- Maze Of Memories              |

## Programma

### 2006
| Area 1 (infected)                                                                                         | Area 2 (quarantine) | Area 3 (contaminated) |
| --- | --- | --- |
| Marcel Woods, DJ Dark-E, DJ Ghost, Coone, Ruthless, dj Greg C, Showtek Live, Deepack, Darkraver, Outblast | DJ Lethal Mg, DJ Chicago Zone, DJ Seb B, DJ Marcky, DJ Furax, Q-ic, D-Feat, DJ Massiv, DJ The Rebel, Lobotomy Inc Live, Major Bryce, Tranceball, DJ Franky, Jones, Bountyhunter | The Playboyz, G-Tonix, Robbie Magura, DJ Tony, DJ Francois, Bad Boyz, DJ Isaac, DJ Genius, DJ Yves, DJ Kristof, MC Chucky |

### 2007
| Area 1 (Are you the Chosen One?) | Area 2 (Have you seen the signs yet?) | Area 3 (Do you believe there's more?) |
| --- | --- | --- |
| Francois, Massiv VS The Rebel, Dark-e VS D-Feat, Greg C Live, Ronald V VS E-Max, Coone, Q-IC Live, Ruthless, The Prophet, Technoboy, Promo | Stone, Lethal MG, Binum, The Playboyz VS Tek Soldierz, Marcky VS Pat B, DJ Mystery, Bad Boyz VS Genius, Lobotomy Inc VS Chicago Zone, Dr Rude, Deepack, Headhunterz live | Franky Jones, DJ Ghost, Da Boy Tommy & Da Rick, Poogie Bear VS DJ Tronic, DJ Rob & MC Joe, Vince, Darkraver, Paul Elstak, DJ Yves VS Kristof en MC Chucky |

### 2008
| Area 1 MAIN, Sportpaleis | Area 2 Lotto Arena | Area 3 Hospitallity Center (VIP) |
| --- | --- | --- |
| Francois, Playboyz vs Tek Soldierz, Q-IC, DJ Ghost, Binum vs Ronald V, Dj Dark-E, Chicago Zone, Secret Act... (Da Boy Tommy & Da Rick), DJ Coone vs DJ Ruthless, D-Block & S-te-Fan, Deepack, Donkey Rollers, Tatanka, Chillage, Darkraver vs Vince | Mark with a K, Dr Rude vs E-Max, Lobotomy Inc vs Greg C, Noise Provider vs Manu Kenton, Lethal MG, Noisecontrollers, Headhunterz, Brennan Heart, Zatox vs Activator, Korsakoff, DJ Panic vs Evil Activities, DJ Promo | Jones vs Sjoekoe, Dj Gave, Elektrostan, Samuel Sanders, Karl F, DJ Dess, Scope DJ, Wildstylez, Frontliner aka Abject, Vicious D & Larsson |

### 2009
| Mainstage (Sportpaleis) | Lotto Arena (VIP) |
| --- | --- |
| Dark E, Gave, Lethal MG, Q-ic, Coone, D-Block & S-te-Fan, Activator, Stephy, Headhunterz, Wildstylez, Noisecontrollers, Dr. Rude, Playboyz, Deepack, DJ Korsakoff, Angerfist | Jones vs Sjoekoe, Demoniak, Qatja S, E-Max, Greg C, Fenix, Instigator, Mystery, Josh & Wesz, Scope DJ, Isaac, Psyko Punkz, Vicious D & Larsson, Art of Fighters, The Stunned Guys, The Viper, Vince |

### 2010
| Main Room | VIP Room |
| --- | --- |
| Jones vs Sjoekoe, Q-ic Live, Mark with a K, Demoniak, Fenix, Psyko Punkz, D-Block & S-te-fan, Showtek, Brennan Heart, Dr Rude vs Ruthless, Coone vs Deepack, Zany, Endymion, Tommyknocker vs Noize Supressor | Dr Phunk, Bestien, Nicolas Clays, Davoodi, Playboyz vs Dark-E, Transfarmers, Josh & Wesz, A-lusion, B-Front vs Ran-D, Crypsis, AVIO, DJ D, Partyraiser |

### 2011
| Sportpaleis | Lotto Arena |
| --- | --- |
| Bestien, D-Block & S-te-Fan, Davoodi, Demoniak, Dr. Rude, Dr.Phunk, Jones, Lethal MG, Partyraiser, Psyko Punkz, Q-ic, Royal S, Ruthless, Zatox, Ambassador Inc, Evil Activities, Frontliner, Mark with a K, Noisecontrollers, MC Chucky, MC Villain | Abyss & Judge, Alpha², Amnesys, B-Front, Bioweapon, Coone, Da Tweekaz, Endymion, Isaac, Korsakoff, Nosferatu, Outblast, Ran-D, Stephanie, The Stunned Guys, The Vision, Wildstylez, Second Identity, MC Da Syndrome |

### 2012
| Sportpaleis | Lotto Arena |
| --- | --- |
| Gave, Dr Phunk, Demoniak, Lords of Tek, Transfarmers, Da Tweekaz, Coone, Headhunterz, Psyko Punkz, Zatox, Reverze Flashback, Wildstylez, B-Front, Art of Fighters, Neophyte vs The Viper, MC Chucky, MC Villain | In-Phase, Wasted Penguinz, The Pitcher vs Slim Shore, Brennan Heart, Toneshifterz, Audiofreq, Frontliner, Code Black, Hard Driver, Alpha², Gunz for Hire, Korsakoff, Endymion vs Evil Activities, Mad Dog, MC DV8 |

### 2013
| Sportpaleis | Lotto Arena |
| --- | --- |
| Noisecontrollers, Coone, Frontliner, Brennan Heart, Psyko Punkz, D-Block & S-te-Fan, Ran-D, Isaac, Mark with a K, Crypsis, Korsakoff, Da Tweekaz, Darkraver, Hard Driver, Ruthless, Reverze Flashback, Dr. Rude, MC Villain | Adaro, Angerfist, B-Front, Code Black, Frequencerz, Noize Suppressor, Audiofreq, Endymion, Radical Redemption, Deepack, Josh & Wesz, Davoodi, Phuture Noize, Bestien, Demon Phunk Live, Def Toys, Akyra, Qrank, MC Chucky, MC DV8 |

### 2014
| Sportpaleis | Lotto Arena |
| --- | --- |
| Headhunterz, Coone, Frontliner, Zatox, Angerfist, Audiofreq, Da Tweekaz, Hard Driver, Psyko Punkz, Frequencerz, Outlander, Neilio, Dark-E, Reverze Flashback, MC Villain | Mark with a K, Adaro (vervangen door B-Front wegens probleem met het gehoor), Radical Redemption Live, Mad Dog, Wasted Penguinz, Davoodi, Art Of Fighters, Digital Punk, Bestien, Atmozfears, Phuture Noize, Outbreak Live, Demoniak Live, Akyra, MC Chucky |

### 2015
| Sportpaleis | Lotto Arena |
| --- | --- |
| Brennan Heart, Zatox, Mark With a K Live, Da Tweekaz, Radical Redemption, Psyko Punkz, Hard Driver Live, Wasted Penguinz, TNT aka Technoboy & Tuneboy, Dark-E, Ruthless, Noize Suppressor, Dr Rude, Reverze Flashback, MC Villain, MC Chucky | Adaro, Frequencerz, Digital Punk, Endymion, E-Force, Titan, Noize Junky Showcase, Deepack, Phuture Noize Live, The Vision, Art of Fighters Live, Lowriderz, Akyra, Remento, MC Da Syndrome |

### 2016
| Sportpaleis | Lotto Arena |
| --- | --- |
| Angerfist, Coone, Brennan Heart, Radical Redemption Live, Miss K8, Mark With a K & MC Chucky Live, Atmozfears, Code Black, Psyko Punkz, Deetox, Josh & Wesz, Reverze Flashback by Pat B, MC Villain | Unsenses, Gunz For Hire Live, B-Freqz Live, Warface, Hard Driver, NSCLT, Titan, Cyber, Sephyx, Requiem, Art of Rage, Sub Sonik, Sub Zero Project Live, Lowriderz, Pat B, MC DL |

### 2017
| Sportpaleis | Lotto Arena |
| --- | --- |
| Cyber, Coone, Audiotricz, Da Tweekaz, Sephyx, Miss K8, Mark With a K & MC Chucky Live, Hard Driver Live, Zatox, Psyko Punkz, Frequencerz, Sub Zero Project Live, Reverze Flashback by Pat B Dark-E Dr Rude, Minus Militia Live, MC Villain | Unsenses, Korsakoff, Refuzion, Wasted Penguinz, Mandy, NSCLT, D-Sturb, Adaro, Public Enemies, War Force Live, Sub Sonik Live, Delete, Lowriderz, Destructive Tendencies, MC DL |